# Омид
Омид (перс. امید, значи нада) је први ирански вештачки сателит, лансиран 2. фебруара 2009, чија је сврха, према извештају Иранске државне телевизије, обрада података за истраживања и телекомуникације. Сателит је ланисиран помоћу иранске ракете носача Сафир 2, и укупно је трећи ирански сателит лансиран у свемир (први Сина-1 је за Иран, конструисала и лансирала Русија 2005, а други је био заједнички пројект Ирана, Кине и Тајланда). Иран тренутно гради још седам сателита који би требало да буду лансирани у наредних неколико година.